# Reißlänge
Die Reißlänge ist eine charakteristische Materialeigenschaft. Es handelt sich dabei um diejenige Länge, bei der ein frei hängender Querschnitt eines Werkstoffs (zum Beispiel ein Draht) durch seine eigene Gewichtskraft an der Befestigung abreißt.

## Berechnung
Die Reißlänge kann aus der im Zugversuch gemessenen Festigkeit {\displaystyle R_{m}} und der Dichte {\displaystyle \rho } berechnet werden. Demnach versagt der Werkstoff, wenn die Belastung durch die Gewichtskraft {\displaystyle L_{R}\,A\,\rho \,g} gleich der Kraft {\displaystyle R_{m}A} ist, die der Werkstoff aufnehmen kann. Aus diesem Kräftegleichgewicht
{\displaystyle R_{\mathrm {m} }\,A\;=\;L_{\mathrm {R} }A\,\rho \,g}
ergibt sich durch Auflösen nach {\displaystyle L_{\mathrm {R} }} die Reißlänge zu
{\displaystyle L_{\mathrm {R} }={\frac {R_{\mathrm {m} }}{\rho \,g}}}
Sie ist definiert als das Verhältnis von Zugfestigkeit {\displaystyle R_{\mathrm {m} }} zum Produkt aus Dichte {\displaystyle \rho } und Schwerebeschleunigung {\displaystyle g}. Die Reißlänge wird meist in Kilometer angegeben. In der Textilindustrie ist die Bezeichnung Reißkilometer mit der Abkürzung Rkm üblich. Die Reißlänge ist unabhängig von Größe und Form der Querschnittsfläche, da nicht nur die Festigkeit linear mit der Querschnittsfläche wächst, sondern auch die Masse. Ein Rohr und ein Zylinder gleichen Materials haben, unabhängig von deren Querschnittsfläche, dieselbe Reißlänge.
Das Verhältnis von Zugfestigkeit zur Dichte wird als spezifische Festigkeit {\displaystyle R_{\text{spez}}} bezeichnet:
{\displaystyle R_{\text{spez}}={\frac {R_{\mathrm {m} }}{\rho }}}

## Bedeutung
Die Reißlänge ist dann eine hilfreiche Kennzahl, wenn die Masse eines Bauteils von Bedeutung ist. Wegen der Äquivalenz von träger und schwerer Masse ist das der Fall, wenn eine Belastung durch das Eigengewicht oder durch Trägheitskräfte verursacht wird.
Beispielsweise ist die Belastung eines Bilderhakens durch sein Eigengewicht auf Grund der Masse vernachlässigbar und bei gegebener Form die Festigkeit als Kenngröße ausreichend. Bei einer Brücke kann die Belastung durch das Eigengewicht die durch Nutzung verursachte Belastung übertreffen. Dann ist der Werkstoff höherer Reißlänge vorzuziehen.
Die Masse eines Bauteils induziert jedoch nicht nur durch die Gravitation eine Belastung, sondern möglicherweise auch durch ihre Trägheit. Deshalb gewinnt die Reißlänge dann an Bedeutung, wenn Bauteile durch starke Beschleunigung großen Trägheitskräften ausgesetzt sind. Dies ist bei Turbinenschaufeln oder Pleuelstangen der Fall.
In der Praxis tritt die Reißlänge bei der Werkstoffauswahl jedoch oft in den Hintergrund, da andere Kriterien wie Kosten, Verarbeitbarkeit oder Beständigkeit dominieren. Ist dann etwa der Werkstoff Stahl alternativlos, ist die Festigkeit entscheidend, da die Dichte von Stählen kaum variiert. Deshalb dient die Reißlänge eher dem technisch-physikalischen Verständnis als der konkreten Arbeit eines Konstrukteurs.
Eine vieldiskutierte Applikation für neue Materialien mit extremen Reißlängen ist der Weltraumfahrstuhl.

## Beispiele
| Material                                                 | Zugfestigkeit (MPa) | Dichte (g/cm³)  | Spezifische Reißfestigkeit (kN·m/kg) | Reißlänge (km)      | Quelle(n)     |
| -------------------------------------------------------- | ------------------- | --------------- | ------------------------------------ | ------------------- | ------------- |
| Beton                                                    | 5,2                 | 2,400           | 4,35                                 | 0,44                |               |
| Gummi                                                    | 15,0                | 0,920           | 16,30                                | 1,66                |               |
| Messing                                                  | 580,0               | 8,550           | 67,80                                | 6,91                | [ 1 ]         |
| Polyamid (Nylon)                                         | 78,0                | 1,130           | 69,00                                | 7,04                | [ 2 ]         |
| Eichenholz (längs der Faser)                             | 60,0                | 0,690           | 86,95                                | 8,86                | [ 3 ]         |
| Polypropylen                                             | 80,0                | 0,900           | 88,88                                | 9,06                | [ 4 ]         |
| Magnesium                                                | 275,0               | 1,740           | 158,00                               | 16,11               | [ 5 ]         |
| Aluminiumlegierung                                       | 600,0               | 2,700           | 222,00                               | 22,65               | [ 6 ]         |
| Stahl                                                    | 2.000,0             | 7,860           | 254,00                               | 25,93               | [ 6 ]         |
| Titan                                                    | 1.300,0             | 4,510           | 288,00                               | 29,38               | [ 6 ]         |
| Pianodraht, Federstahl                                   | 2.300,0             | 7,860           | 292,00                               | 29,82               | [ 7 ]         |
| Bainit                                                   | 2.500,0             | 7,870           | 321,00                               | 32,40               | [ 8 ]         |
| Balsaholz (längs der Faser)                              | 73,0                | 0,140           | 521,00                               | 53,20               | [ 9 ]         |
| Scifer steel wire (typisch 0,015–0,1 mm Dm.)             | 4.000,0 bis 5.500,0 | 7,870           | 706,00                               | 71,20               | [ 8 ] [ 10 ]  |
| Kohlenstofffaserverstärkter Kunststoff (Gewebe 0°/90°)   | 1.240,0             | 1,580           | 785,00                               | 80,00               | [ 11 ]        |
| Siliciumcarbid                                           | 3.440,0             | 3,160           | 1.088,00                             | 110,00              | [ 12 ]        |
| Glasfaser (ohne Matrix)                                  | 3.400,0             | 2,600           | 1.307,00                             | 133,00              | [ 6 ]         |
| Basaltfaser                                              | 4.840,0             | 2,700           | 1.790,00                             | 182,70              | [ 13 ]        |
| 1 μm Eisen-Whisker                                       | 14.000,0            | 7,870           | 1.800,00                             | 183,00              | [ 8 ]         |
| aromatische Polyester (Vectran)                          | 2.900,0             | 1,400           | 2.071,00                             | 211,00              | [ 6 ]         |
| Kohlenstofffaser (ohne Matrix)                           | 4.300,0             | 1,750           | 2.457,00                             | 250,00              | [ 6 ]         |
| Aramid (Kevlar)                                          | 3.620,0             | 1,440           | 2.514,00                             | 256,00              | [ 14 ]        |
| Polyethylen-Faser (Dyneema, Spectra; z. B. Drachenleine) | 3.510,0             | 0,970           | 3.619,00                             | 369,00              | [ 15 ]        |
| Zylon                                                    | 5.800,0             | 1,540           | 3.766,00                             | 384,00              | [ 16 ]        |
| Kohlenstoffnanoröhren                                    | 63.000,0            | 0,037 bis 1,340 | 46.268,00 bis N/A,00                 | 4.716,00 bis N/A,00 | [ 17 ] [ 18 ] |
| Graphen                                                  | 135.000,0           | 2,260           | 55.367,00                            | 5.655,00            |               |
| Colossal carbon tube                                     | 6.900,0             | 0,116           | 59.483,00                            | 6.066,00            | [ 19 ]        |

Rechenbeispiel:
Bsp. Holz mit Rm = 100 N/mm² und einer Dichte von 500 kg/m³ (Schwerebeschleunigung g ≈ 10 m/s²):
{\displaystyle L_{\mathrm {R} }={\frac {100\,{\frac {\mathrm {N} }{\mathrm {mm} ^{2}}}}{500\,{\frac {\mathrm {kg} }{\mathrm {m} ^{3}}}\cdot g}}={\frac {100\cdot 10^{6}\,{\frac {\mathrm {N} }{\mathrm {m} ^{2}}}}{500\,{\frac {\mathrm {kg} }{\mathrm {m} ^{3}}}\cdot g}}\approx 20.000\,\mathrm {m} =20\,\mathrm {km} }